# Японцы в Новой Каледонии
Японцы в Новой Каледонии появились в XIX веке, когда на остров были привезены наёмные рабочие-мужчины, которые работали на никелевых рудниках. Некоторые из них поселились в Новой Каледонии и часто вступали в брак с женщинами других национальностей. После Второй мировой войны большая часть японцев острова была репатриирована обратно в Японию, хотя некоторое количество осталось.

## История
Первый отряд состоял из 600 японских рабочих, которые были наняты для работы на никелевом руднике в Тио в январе 1892 года. Еще 500 японцев были доставлены в Новую Каледонию в следующем году в связи с ростом мирового спроса на никель. Японские горняки часто сообщали о тяжелых условиях труда, большинство из них возвращались в Японию по истечении срока их контрактов. Колониальное правительство остановило приток японских горняков в 1919 году, когда спрос на никель из Новой Каледонии снизился. Большинство японских поселенцев жили вокруг Нумеа и основали коммерческие фермы, а остальные стали розничными торговцами. Влияние Японии в секторах коммерческой розничной торговли возросло в 1920-х и 1930-х годах, чему способствовало присутствие японских предприятий, инвестировавших в добычу железных и никелевых руд острова. Некоторые японцы также селились в Новой Каледонии в этот период, хотя они столкнулись с ужесточением иммиграционных правил, поскольку подозрения Запада в отношении японского милитаризма усилились. В конце 1930-х годов японские предприятия в Новой Каледонии попали под негласное наблюдение французских властей, хотя в большинстве случаев их коммерческая деятельность не ограничивалась. Японские жители Новой Каледонии были переселены в лагеря для интернированных в Австралии после нападения на Перл-Харбор в декабре 1941 года. После войны большая часть японского населения островов была репатриирована.

## Демография
Официальная статистика показывает, что в период с 1892 по 1919 год в Новой Каледонии работали около 6880 японских горняков. В 1922 году японская община насчитывала почти 3000 человек, многие покинули Новую Каледонию в 1920-х и 1930-х годах, когда усилились этнические подозрения в отношении этнических японцев. В японской общине рюкюсцы составляли значительное меньшинство, перепись 1905 года зафиксировала около 387 рюкюсцев в Новой Каледонии. Во всех официальных переписях населения до 1940-х годов японцы были классифицированы как «европейцы» и пользовались теми же правами, что и другие европейские поселенцы. Межэтнические браки между японскими мужчинами и местными женщинами были частым явлением, хотя некоторые японские поселенцы женились на японках. Отчет 1940 года показал, что около 36 мужчин женились на японках, а еще 20 — на француженках. Еще 107 были женаты или сожительствовали с канаками, вьетнамками или яванками. В том же году насчитывалось около 200 японских поселенцев во втором поколении, из которых три четверти родились от одного неяпонского родителя, а остальные были чисто японского происхождения.
| Год  | Население |
| ---- | --------- |
| 1918 | 2,458     |
| 1937 | 1,239     |
| 1946 | 97        |